# IBM Broadway

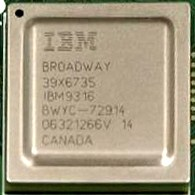
Procesador Broadway de IBM.

Broadway es el nombre clave de la CPU que IBM desarrolló para la videoconsola Wii, de la firma nipona Nintendo. Es manufacturado en un proceso de fabricación de 90 nm SOI.
Según IBM este procesador consume un 22 % menos que su predecesor, el Gekko, usado en la videoconsola GameCube también de Nintendo.
Broadway está siendo producido por IBM en sus 300 mm de desarrollo y fabricación de semiconductores en las instalaciones de East Fishkill, Nueva York. El montaje y operación de prueba del Broadway se realiza en las instalaciones de IBM en Bromont, Quebec. Muy pocos detalles oficiales han sido puestos a disposición del público por Nintendo o IBM. Informes no oficiales aseguran que se deriva de la arquitectura Gekko de 485 MHz utilizados en la GameCube y que se ejecuta 50% más rápido corriendo a 729 MHz.
En marzo de 2009 IBM manufacturó y envió 50 Millones de Broadway a Nintendo.

## Especificaciones
- Manufacturado en tecnología de 90 nanómetros
- Arquitectura Power específicamente modificada para Wii
- Retrocompatible con el procesador Gekko de Gamecube
- 729 MHz
- 64-bit coma flotante
- 64 KB Caché L1
- 256 KB Caché L2

### Bus Externo
- 64 Bits
- 243 MHz (30.375MHz x8)
- Ancho de banda de 1,942 Gbit por segundo.